# Night Time, My Time
Night Time, My Time — дебютный студийный альбом американской певицы Скай Феррейры, выпущенный в 2013 году.

## Об альбоме
Название диска взято из монолога Лоры Палмер, героини фильма «Твин Пикс: Сквозь огонь». На обложке пластинки размещена фотография обнаженной Скай, сделанная аргентинским кинематографистом Гаспаром Ноэ в отеле Amour, в Париже. После публикации на сайте журнала Pitchfork, фотография стала объектом обсуждения среди музыкальных журналистов и общественности. Одни осуждали её за вульгарность и стремлению привлечь интерес путём эпатирования публики, другие восхищались находчивостью Ноэ и наплевательским отношением к поп-культуре.
Работу над дебютным альбомом певица начала в 2010 году, однако плодотворной творческой деятельности постоянно мешали съемки в фильмах, а также участие в промокампании духов Calvin Klein. За три года Феррейра записала несколько песен для дебютной пластинки, которые, в конечном итоге, не были включены в данный альбом. Лишь созданные в августе 2013 года при помощи наставников-продюсеров композиции вошли в дебютную работу. В целом, Night Time, My Time получился крайне радикальным и циничным по сравнению с ранним творчеством певицы; в нём отслеживается взросление музыки: на смену подростковой танцевальным мелодиям приходит мрачный синти-поп с элементами новой волны и арт-рока; в текстах песен присутствуют темы саморазрушения и сексуальности.
Альбом получил положительные отзывы музыкальных критиков, отметивших циничный драйв, резкость, презрительное отношение к мейджор-индустрии. В обзоре рецензент Энни Залесский A.V. Club подчеркивает, что альбому «удается изображать её[Феррейру] как сложную натуру, которая успешно обнаруживает свой голос». Capitol Records рассчитывали на эффект независимого музыканта, который должен получить хорошие продажи, а следовательно прибыль. Однако, работа Феррейры получилась коммерчески провальной и не оправдала ожидания лейбла.
Night Time, My Time вошёл в большое количество списков лучших альбомов 2013 года; в подборке авторитетного журнала Fact пластинка уступила только работе независимого музыканта Дина Бланта The Redeemer, заняв второе место.

## Список композиций
| №   | Название                          | Автор(ы)                                                 | Продюсер(ы)              | Длительность |
| --- | --------------------------------- | -------------------------------------------------------- | ------------------------ | ------------ |
| 1.  | «Boys»                            | Sky Ferreira, Ariel Rechtshaid, Justin Louis Raisen      | Rechtshaid, J.L. Raisen* | 4:40         |
| 2.  | «Ain't Your Right»                | Ferreira, Rechtshaid, J.L. Raisen, Jordan Benik          | Rechtshaid, J.L. Raisen* | 3:22         |
| 3.  | «24 Hours»                        | Ferreira, Rechtshaid, J.L. Raisen                        | Rechtshaid, J.L. Raisen* | 4:05         |
| 4.  | «Nobody Asked Me (If I Was Okay)» | Ferreira, Rechtshaid, J.L. Raisen, Jeremiah James Raisen | Rechtshaid, J.L. Raisen* | 4:07         |
| 5.  | «I Blame Myself»                  | Ferreira, Rechtshaid, J.L. Raisen, Daniel Nigro, Benik   | Rechtshaid, J.L. Raisen* | 3:57         |
| 6.  | «Omanko»                          | Ferreira, Rechtshaid, J.L. Raisen                        | Rechtshaid, J.L. Raisen* | 4:36         |
| 7.  | «You're Not the One»              | Ferreira, Rechtshaid, J.L. Raisen, Nigro                 | Rechtshaid, J.L. Raisen* | 3:56         |
| 8.  | «Heavy Metal Heart»               | Ferreira, Rechtshaid, J.L. Raisen                        | Rechtshaid, J.L. Raisen* | 4:16         |
| 9.  | «Kristine»                        | Ferreira, Rechtshaid, Ashlee Gardner, J.L. Raisen        | Rechtshaid, J.L. Raisen* | 2:40         |
| 10. | «I Will»                          | Ferreira, Rechtshaid, J.L. Raisen, Nigro                 | Rechtshaid, J.L. Raisen* | 3:19         |
| 11. | «Love in Stereo»                  | Ferreira, Rechtshaid, J.L. Raisen, Nigro, J.J. Raisen    | Rechtshaid, J.L. Raisen* | 3:19         |
| 12. | «Night Time, My Time»             | Ferreira, J.L. Raisen                                    | Rechtshaid, J.L. Raisen* | 3:50         |

| №   | Название                                                      | Автор(ы)                        | Длительность |
| --- | ------------------------------------------------------------- | ------------------------------- | ------------ |
| 13. | «Everything Is Embarrassing»                                  |                                 | 4:09         |
| 14. | «Everything Is Embarrassing» (Unknown Mortal Orchestra Remix) | Ferreira, Dev Hynes, Rechtshaid | 6:54         |

| №  | Название                     | Автор(ы)                                 | Продюсер(ы)              | Длительность |
| -- | ---------------------------- | ---------------------------------------- | ------------------------ | ------------ |
| 1. | «Sad Dream»                  | Ferreira, Blake Mills                    | Mills                    | 3:34         |
| 2. | «Lost in My Bedroom»         | Ferreira, J.L. Raisen, Nigro, Rechtshaid | Rechtshaid               | 3:13         |
| 3. | «Ghost»                      | Ferreira, Jon Brion                      | Brion                    | 5:27         |
| 4. | «Red Lips»                   | Shirley Manson, Greg Kurstin             | Kurstin                  | 2:22         |
| 5. | «Everything Is Embarrassing» | Hynes, Ferreira, Rechtshaid              | Blood Orange, Rechtshaid | 4:09         |

Примечания
- (*) Сопродюсер

## Чарты
| Чарт (2013)                    | Высшая позиция |
| ------------------------------ | -------------- |
| США (Billboard 200)            | 45             |
| США (Billboard Digital Albums) | 15             |